# PDF/A
PDF/Aは、国際標準化機構（ISO）が制定している国際標準であり、ISO 19005仕様ファミリーの同義語である。
目標は、PDFを長期保存することなど、次の3点である。
- 電子文書の見かけを、作成・蓄積・可視化ツールから独立にし、時間が経過しても維持できる。
- 電子文書の文脈と履歴をメタデータとして記録するフレームワークを提供する。
- 電子文書の論理的な構造と意味に関する情報を記録するフレームワークを提供する。

2005年9月にAdobe PDF 1.4をベースとするPDF/A-1 (ISO 19005-1) が策定され、2011年7月にISO 32000-1 (PDF 1.7) をベースとするPDF/A-2 (ISO 19005-2)、2012年10月にはPDF/A-3 (ISO 19005-3) が策定された。

## 概要

### PDF/A-1
PDF/A-1は、Adobe PDF 1.4をベースとし、Adobe PDF 1.4で定義されているPDFの各種オブジェクトの中で、必須とする機能、使用を制限する機能、使用を禁止する機能などを決めている。
なお、Adobe PDF 1.4に規定されていて、PDF/A-1で言及されていない機能は使用可能である。例えば、電子署名機能は使用することができる。一方、Adobe PDF 1.3以前で規定されていてもAdobe PDF 1.4で廃止した機能は使うことができないし、Adobe PDF 1.5以降で新規に規定された機能も使うことができない。
また、メタデータについては、XMP仕様を基にして、PDF/A-1用に拡張している。
PDF/A-1には、2つの準拠レベルがある。
- PDF/A-1a (レベルA) は、ISO 19005-1完全準拠
- PDF/A-1b (レベルB) は、ISO 19005-1の一部準拠

PDF/A-1bは、PDFを表示するときの見栄えがデバイス（機器）や表示ソフトに独立で常に同じになるように作成することと、メタデータの埋め込みを要求している。PDF/A-1aは、さらにPDF内にドキュメントの論理構造を示すタグがついていること、すなわち、タグ付きPDFであることを要求している。aはAccesibility、bはBasicの意味である。

### PDF/A-2
PDF/A-1 が Adobe PDF 1.4 をベースにしていたのに対し、PDF/A-2 は国際標準規格 ISO 32000-1 (PDF 1.7) をベースとしている。ベンダー規格ではなく国際標準規格をベースとして再設計されたことで長期保存の信頼性を確保しつつ、PDF 1.4 から PDF 1.7に至る間の機能強化を反映している。具体的には
- JPEG2000 形式の画像
- 別のPDF/Aファイルの埋込
- 透明グラフィックス
- レイヤー機能

が利用可能になった。

### PDF/A-3
PDF/A-2 をもとに拡張したものであり、PDF/A 形式のファイルに限り埋込可能だった PDF/A-2 とは異なり、CAD 図面データ、Microsoft Word 文書ファイルなど、あらゆるファイルを埋込可能になった。しかしこの拡張は、埋め込まれたファイルを開くには特定のアプリケーションソフトウェアが必要になる可能性を PDF/A ファイルに残すものであり、当該アプリケーションソフトが将来にわたって利用可能であることを保証できない以上、長期保存を目的とした PDF/A 規格にはそぐわない、という意見もある。

### PDF/A-4
PDF/A-4は、PDF 2.0に基づく標準の第4部であり、2020年末に公開された。
PDF/A-4には、以下の2つの適合レベル（コンフォーマンスレベル）が追加された：
- PDF/A-4f：任意のファイルの埋め込みを許可
- PDF/A-4e：PDF/A-4fを拡張し、3Dコンテンツ、リッチメディア、JavaScriptのサポートを追加したエンジニアリング向け適合

PDF/A-4eは、PDF 2.0を用いたエンジニアリング文書のアーカイブ形式として、PDF/Eの後継と位置づけられている。

### PDF/A ファイルの作成
一部のアーカイブでは、PDF/A 形式でのファイル提出を求めており、利用者に対して変換方法が案内されている。PDF/A への変換には、Microsoft Word、LibreOffice、Adobe Acrobat、PDF24、Ghostscript を用いた仮想プリンタ、LaTeX（pdfTeX や pdfx パッケージの使用）など、一般的なソフトウェアが利用可能である。
変換後には視覚的な確認が必要とされている。ある調査によれば、作成された PDF/A-1b 文書の約11%に視覚的な不具合（リンクの消失、文字の欠落、透明オブジェクトの表示不良など）が確認されたとされる。
PDF 1.4 までの単純な文書を PDF/A-2 に変換する場合、一般的には問題なく処理されるが、グリフに関する問題が発生することがある。PDF Association によると、PDF/A ファイルは形式上は適合していても、グリフが正しく表示されないケースがあり、これは視覚的な確認によってのみ判別可能である。また、Unicode マッピングに影響を及ぼす場合があり、抽出したテキストにおいて問題が顕在化することがある。表示ソフトやプリンタがエンコーディングを完全にサポートしていない場合にも、表示上の問題が発生することがあると指摘されている。

### 主な要求項目
- デバイス独立カラーまたはPDF/A-1 OutputIntent指定でカラーの再現性を保証する
- 基本14フォントを含む全てのフォントの埋め込み
- PDF/Aリーダは、システムのフォントでなく埋め込みフォントで表示すること
- XMPメタデータの埋め込み
- タグ付きPDFとする(PDF/A-1aのみ)

### 主な禁止項目
- 暗号化。このため、パスワードによるアクセス許可・制限はできない
- LZW圧縮
- 文書の代替可視化（解像度の異なる画像の使い分けなど）
- 埋め込みファイル（ファイルを添付する操作）、添付ファイル注釈
- PostScriptコード
- 外部コンテンツへの参照など外部依存性を排除
- 透明

## 参照
- PDF
- PDF/X